# Madona de Bardi (Botticelli)
A Madona de Bardi ou Madona e Menino com São João Batista e São João Evangelista é uma pintura de 1480 de Sandro Botticelli, atualmente na Gemäldegalerie, Berlim. Seu nome principal deriva do rico banqueiro florentino Agnolo Bardi, que o encomendou para a capela de sua família na Basílica do Espírito Santo, em Florença. Foi concluída por volta do final de 1485.
Inclui vários símbolos da virgindade de Maria (o hortus conclusus ao fundo), pureza (lírios brancos), seu estado sem pecado (as flores brancas no "vaso místico" aos pés de seu trono) e seu status como uma nova Vênus (murta). As flores vermelhas no vaso também aludem à Paixão de Cristo e aos martírios dos dois Joãos, enquanto os ramos de oliveira e louro remetem ao mistério da Encarnação. O caráter ascético da figura de Maria mostra a influência de Savonarola sobre o artista.